# Saison 2009-2010 de la KHL
Saison précédente Saison suivante
La saison 2009-2010 est la deuxième saison de hockey sur glace de la Kontinentalnaïa Hokkeïnaïa Liga (désignée par le sigle KHL).

## Palmarès de la saison
- Coupe d'Ouverture : Ak Bars Kazan.
- Coupe du Continent : Salavat Ioulaïev Oufa.
- Coupe du champion de la conférence Ouest : HK MVD.
- Coupe du champion de la conférence Est : Ak Bars Kazan.
- Coupe Gagarine : Ak Bars Kazan.

## Présentation
L'Avtomobilist Iekaterinbourg intègre la ligue en remplacement du Khimik Voskressensk, équipe ne pouvant plus participer en raison de problèmes financiers. L'équipe ayant le plus de points à l'issue de la saison régulière remporte la KHL. La saison régulière est composée de 56 matchs, chaque équipe jouant à quatre reprises contre les adversaires de sa division et à deux reprises contre les autres équipes. Les huit premières équipes des deux conférences Est et Ouest participent ensuite aux séries éliminatoires de la Coupe Gagarine.
Les effectifs sont composés de 25 joueurs dont 5 étrangers maximum. Un seul gardien étranger est autorisé par équipe. Lors d'une rencontre, chaque équipe peut aligner 22 joueurs dont deux gardiens, dix-huit autres joueurs à d'autres positions et deux joueurs juniors russes nés après le 1er janvier 1990.
Les équipes de la catégorie « junior » participant à la Ligue de hockey junior russe sont également composées de 25 joueurs.

### Affiliations
Afin d'aguerrir leurs joueurs, les clubs de KHL s'affilient avec des équipes de division inférieures qui évoluent en Vyschaïa Liga.
| Équipe                 | Club affilié             |
| ---------------------- | ------------------------ |
| Ak Bars Kazan          | Neftianik Almetievsk     |
| Amour Khabarovsk       | Iermak Angarsk           |
| Atlant Mytichtchi      | Titan Kline              |
| Avangard Omsk          | Zauralie Kourgan         |
| HK CSKA Moscou         | Khimik Voskressensk      |
| Dinamo Minsk           | Chakhtar Salihorsk       |
| Dinamo Riga            | Riga Dinamo-Juniors      |
| HK Dinamo Moscou       | HK Riazan                |
| Lada Togliatti         | CSK VVS Samara           |
| HK MVD                 | HK Tver                  |
| SKA Saint-Pétersbourg  | HK VMF Saint-Pétersbourg |
| Salavat Ioulaïev Oufa  | Toros Neftekamsk         |
| Severstal Tcherepovets | HK Lipetsk               |
| Torpedo Nijni Novgorod | HK Sarov                 |

## Saison régulière

### Coupe d'ouverture
La saison régulière débute le 10 septembre 2009 par le match opposant les équipes finalistes de la saison précédente, les Ak Bars Kazan au Lokomotiv Iaroslavl. Kazan l'emporte 3-2 en prolongation grâce à un but d'Alekseï Morozov. Les Ak Bars remportent ainsi le premier trophée de la saison, la Coupe d'ouverture 2009.
| 10 septembre 2009 | Ak Bars Kazan | 3-2 (pr) (1-1, 0-0, 1-1, 1-0) | Lokomotiv Iaroslavl | 7 662 spectateurs |

| Feuille de match  | Feuille de match | Feuille de match     | Feuille de match                                                                     | Feuille de match |
| ----------------- | --- | -------------------- | ------------------------------------------------------------------------------------ | ---------------- |
|                   | 11 min 48 s, Morozov (Nikouline, Zaripov) 40 min 45 s, Pesonen (Panine, Kapanen) 64 min 50 s, Morozov (Nikouline) SN |                      | 9 min 58 s, Tchourilov (Anikeïenko, Joukov) SN 54 min 21 s, Vašíček (Kirioukhine) SN |                  |
| Stanislav Galimov | Gardiens | Gueorgui Guelachvili |                                                                                      |                  |
| 14 min            | Pénalités | 10 min               |                                                                                      |                  |
| 32                | Tirs | 33                   |                                                                                      |                  |

### Faits marquants
Le 11 décembre 2009, le défenseur Viatcheslav Fetissov, 51 ans, fait son retour au jeu avec le CSKA Moscou. Également président du club, il joue huit minutes contre le SKA Saint-Pétersbourg.
Le 7 janvier 2010, le gardien du Dinamo Riga Edgars Masalskis inscrit le but de la victoire 4-2 chez l'Amour Khabarovsk.
Le 9 janvier 2010, le match Vitiaz - Avangard est arrêté après 3 min 39 s dans le premier tiers-temps après plusieurs bagarres générales initiées au bout de 3 min 27 s de jeu. Trente et un joueurs sont impliqués. Le nombre requis de trois joueurs et un gardien requis par équipe pour poursuivre la rencontre n'étant pas atteint, l'arbitre a dû arrêter la partie. 707 minutes de pénalité ont été distribuées, établissant un record dans le championnat de Russie. Le Vitiaz a écopé de 356 minutes et l'Avangard de 351 minutes. Après avoir examiné les vidéos du match et de l'avant match, la commission de discipline a infligé une défaite sur tapis vert 5-0 et des amendes aux deux équipes. Les entraîneurs se voient infliger des amendes financières tout comme les quatre principaux joueurs protagonistes (Darcy Verot, Aleksandr Svitov, Dmitri Vlassenkov et Brandon Sugden). Le Vitiaz, réputé pour son jeu dur et qui recrute notamment des bagarreurs nord-américains (Verot, Sugden, Chris Simon et Josh Gratton arrivé en cours de saison) parmi les plus pénalisés de la ligue, reçoit également un avertissement expliquant qu'il sera exclu de la ligue en cas de récidive.
Du 8 février 2010 au 2 mars 2010, la KHL observe une trêve en raison des Jeux olympiques de Vancouver. Plusieurs joueurs de la KHL ont été désignés porte-drapeau de leur délégation respective : Aleh Antonenka (Biélorussie), Ville Peltonen (Finlande), Jaromír Jágr (République tchèque), Alekseï Morozov (Russie).
La KHL a signé un protocole d'entente avec l'Agence mondiale antidopage le 25 février 2010.
Le Salavat Ioulaïev Oufa remporte la Coupe du Continent le 5 mars 2010 lors de l'avant dernière journée de la saison régulière.
La saison régulière se termine le 7 mars 2010. Lors de la dernière journée, une seule place reste à distribuer pour les séries éliminatoires. Le Sibir Novossibirsk possède alors deux points d'avance sur l'Avtomobilist Iekaterinbourg. L'Avtomobilist gagne chez le SKA Saint-Pétersbourg. Le Sibir, qui a mené 2-0 chez le Vitiaz Tchekhov avant d'encaisser trois buts lors des deux minutes du second tiers temps, s'incline 5-2. L'Avtomobilist se qualifie pour les séries éliminatoires.

### Classement
La distribution des points s'effectue selon le système suivant :
- 3 points pour la victoire dans le temps réglementaire.
- 2 points pour la victoire en prolongation ou aux tirs au but.
- 1 point pour la défaite en prolongation ou aux tirs au but.
- 0 point pour la défaite dans le temps réglementaire.

#### Conférence Ouest
| Clt   | Équipe                | PJ | V  | VP | VF | D  | DP | DF | BP  | BC  | Pts |
| ----- | --------------------- | -- | -- | -- | -- | -- | -- | -- | --- | --- | --- |
| +001, | SKA Saint-Pétersbourg | 56 | 36 | 1  | 3  | 10 | 3  | 3  | 192 | 118 | 122 |
| +002, | Dinamo Moscou         | 56 | 28 | 2  | 3  | 16 | 3  | 4  | 166 | 151 | 101 |
| +003, | Spartak Moscou        | 56 | 24 | 4  | 4  | 20 | 0  | 4  | 178 | 168 | 92  |
| +004, | CSKA Moscou           | 56 | 22 | 3  | 5  | 21 | 1  | 4  | 148 | 135 | 87  |
| +005, | Dinamo Riga           | 56 | 23 | 1  | 3  | 22 | 3  | 4  | 174 | 175 | 84  |
| +006, | Dinamo Minsk          | 56 | 17 | 1  | 5  | 31 | 0  | 2  | 139 | 164 | 65  |

| Clt   | Équipe                 | PJ | V  | VP | VF | D  | DP | DF | BP  | BC  | Pts |
| ----- | ---------------------- | -- | -- | -- | -- | -- | -- | -- | --- | --- | --- |
| +001, | HK MVD                 | 56 | 30 | 1  | 0  | 15 | 4  | 6  | 160 | 135 | 102 |
| +002, | Lokomotiv Iaroslavl    | 56 | 26 | 3  | 2  | 17 | 4  | 4  | 163 | 132 | 96  |
| +003, | Atlant Mytichtchi      | 56 | 24 | 4  | 9  | 16 | 2  | 1  | 173 | 137 | 101 |
| +004, | Torpedo Nijni Novgorod | 56 | 22 | 1  | 1  | 27 | 4  | 1  | 154 | 163 | 75  |
| +005, | Severstal Tcherepovets | 56 | 16 | 2  | 7  | 23 | 2  | 6  | 151 | 162 | 74  |
| +006, | Vitiaz Tchekhov        | 56 | 13 | 3  | 2  | 33 | 3  | 2  | 142 | 216 | 54  |

- Champion de division
- Qualifié pour la Coupe Gagarine

#### Conférence Est
| Clt   | Équipe                   | PJ | V  | VP | VF | D  | DP | DF | BP  | BC  | Pts |
| ----- | ------------------------ | -- | -- | -- | -- | -- | -- | -- | --- | --- | --- |
| +001, | Salavat Ioulaïev Oufa    | 56 | 37 | 4  | 3  | 8  | 1  | 3  | 215 | 116 | 129 |
| +002, | Avangard Omsk            | 56 | 24 | 2  | 2  | 18 | 4  | 6  | 152 | 128 | 90  |
| +003, | Barys Astana             | 56 | 20 | 5  | 1  | 23 | 1  | 6  | 167 | 173 | 79  |
| +004, | Sibir Novossibirsk       | 56 | 15 | 2  | 5  | 30 | 1  | 3  | 147 | 190 | 63  |
| +005, | Amour Khabarovsk         | 56 | 12 | 3  | 6  | 29 | 2  | 4  | 127 | 187 | 60  |
| +006, | Metallourg Novokouznetsk | 56 | 13 | 1  | 2  | 33 | 5  | 2  | 105 | 159 | 52  |

| Clt   | Équipe                      | PJ | V  | VP | VF | D  | DP | DF | BP  | BC  | Pts |
| ----- | --------------------------- | -- | -- | -- | -- | -- | -- | -- | --- | --- | --- |
| +001, | Metallourg Magnitogorsk     | 56 | 34 | 2  | 4  | 15 | 0  | 1  | 167 | 111 | 115 |
| +002, | Ak Bars Kazan               | 56 | 25 | 4  | 4  | 18 | 2  | 3  | 159 | 128 | 96  |
| +003, | Neftekhimik Nijnekamsk      | 56 | 27 | 3  | 1  | 21 | 0  | 4  | 176 | 166 | 93  |
| +004, | Traktor Tcheliabinsk        | 56 | 18 | 0  | 3  | 31 | 2  | 2  | 137 | 192 | 64  |
| +005, | Avtomobilist Iekaterinbourg | 56 | 14 | 2  | 6  | 28 | 4  | 2  | 127 | 159 | 64  |
| +006, | Lada Togliatti              | 56 | 14 | 0  | 2  | 31 | 3  | 6  | 115 | 173 | 55  |

- Vainqueur de la Koubok Kontinenta
- Champion de division
- Qualifié pour la Coupe Gagarine

### Effectif vainqueur
| Vainqueurs de la Koubok Kontinenta Salavat Ioulaïev Oufa | Gardiens de but : Vitali Kolesnik, Aleksandr Ieriomenko, Sergueï Belov Défenseurs : Miroslav Blaťák, Ilia Gorokhov, Dmitri Kalinine, Kirill Koltsov, Maksim Kondratiev, Andreï Kouteïkine, Vitali Prochkine, Oleg Tverdovski, Mikhaïl Grigoriev Attaquants : Vladimir Antipov, Igor Grigorenko, Viktor Kozlov, Kanstantsin Kaltsow, Alekseï Medvedev, Rouslan Nourtdinov, Aleksandr Perejoguine, Aleksandr Radoulov, Piotr Stchastlivy, Andreï Sidiakine, Andreï Taratoukhine, Patrick Thoresen, Mika Hannula, Sergueï Zinoviev, Vladimir Vorobiov, Dmitri Tsybine, Artiom Gordeïev, Aleksandr Tchiglintsev Entraîneur : Viatcheslav Bykov |

### Meilleurs pointeurs
Nota : PJ = parties jouées, B = buts, A = assistances, Pts = points, Pun = minutes de pénalité

| Joueur             | Équipe                | PJ | B  | A  | Pts | Pun |
| ------------------ | --------------------- | -- | -- | -- | --- | --- |
| Sergueï Moziakine  | Atlant Mytichtchi     | 56 | 27 | 39 | 66  | 44  |
| Maksim Souchinski  | SKA Saint-Pétersbourg | 56 | 27 | 38 | 65  | 87  |
| Alekseï Iachine    | SKA Saint-Pétersbourg | 56 | 18 | 46 | 64  | 38  |
| Aleksandr Radoulov | Salavat Ioulaïev Oufa | 54 | 24 | 39 | 63  | 62  |
| Mattias Weinhandl  | Dinamo Moscou         | 56 | 26 | 34 | 60  | 36  |
| Patrick Thoresen   | Salavat Ioulaïev Oufa | 56 | 24 | 33 | 57  | 71  |
| Jiří Hudler        | Dinamo Moscou         | 54 | 19 | 35 | 54  | 18  |
| Marcel Hossa       | Dinamo Riga           | 56 | 35 | 19 | 54  | 44  |
| Branko Radivojevič | Spartak Moscou        | 56 | 18 | 36 | 54  | 115 |
| Sergueï Zinoviev   | Salavat Ioulaïev Oufa | 47 | 17 | 36 | 53  | 83  |

### Meilleurs gardiens de but
Nota :  PJ = parties jouées, MIN = temps de jeu (minutes), V= victoires, D = défaites, TFJ = fusillades jouées, BC = buts contre, BL = blanchissages, ARR% = pourcentage d'efficacité, MOY= moyenne de buts alloués
| Joueur                | Équipe                                    | PJ | V  | D  | ARR% | MOY  | MIN     | BC | BL |
| --------------------- | ----------------------------------------- | -- | -- | -- | ---- | ---- | ------- | -- | -- |
| Petri Vehanen         | Ak Bars Kazan                             | 25 | 15 | 5  | 93,5 | 1,75 | 1527:04 | 44 | 3  |
| Aleksandr Ieriomenko  | Salavat Ioulaïev Oufa                     | 32 | 24 | 5  | 93,1 | 1,76 | 1770:08 | 52 | 2  |
| Ilia Proskouriakov    | Metallourg Magnitogorsk                   | 32 | 19 | 8  | 92,7 | 1,92 | 1809:33 | 58 | 4  |
| Vassili Kochetchkine  | Lada Togliatti Metallourg Magnitogorsk    | 49 | 25 | 16 | 92,7 | 1,96 | 2840:43 | 93 | 8  |
| Gueorgui Guelachvili  | Lokomotiv Iaroslavl                       | 39 | 18 | 14 | 92,6 | 2,12 | 2315:10 | 82 | 6  |
| Aleksandr Fomitchiov  | Sibir Novossibirsk Torpedo Nijni Novgorod | 29 | 9  | 15 | 92,3 | 2,34 | 1641:45 | 64 | 2  |
| Sergueï Gaïdoutchenko | Lokomotiv Iaroslavl                       | 20 | 11 | 7  | 92,2 | 2,42 | 1090:41 | 44 | 0  |
| Vitali Ieremeïev      | Dinamo Moscou                             | 33 | 16 | 11 | 92   | 2,37 | 1769:48 | 70 | 4  |
| Konstantin Barouline  | CSKA Moscou                               | 33 | 19 | 13 | 92   | 2,09 | 2300:45 | 80 | 3  |
| Michael Garnett       | HK MVD                                    | 44 | 24 | 15 | 91,7 | 2,06 | 2562:23 | 88 | 5  |
| Robert Esche          | SKA Saint-Pétersbourg                     | 42 | 29 | 7  | 91,7 | 2,07 | 2526:35 | 87 | 6  |

### Meneurs
| Paramètre évalué     | Vainqueur                                                       | Second                                           | Troisième                                        |
| Buts                 | 35, Marcel Hossa Dinamo Riga                                    | 27, Pavel Brendl Torpedo Nijni Novgorod          | 27, Maksim Souchinski SKA Saint-Pétersbourg      |
| Assistances          | 46, Alekseï Iachine SKA Saint-Pétersbourg                       | 39, Aleksandr Radoulov Salavat Ioulaïev Oufa     | 39, Sergueï Moziakine Atlant Mytichtchi          |
| + / -                | 45, Patrick Thoresen Salavat Ioulaïev Oufa                      | 44, Aleksandr Radoulov Salavat Ioulaïev Oufa     | 33, Miroslav Blaťák Salavat Ioulaïev Oufa        |
| Pénalités            | 374, Darcy Verot Vitiaz Tchekhov                                | 181, Alekseï Litvinenko Vitiaz Tchekhov          | 177, Martin Grenier Traktor Tcheliabinsk         |
| Victoires (gardiens) | 29, Robert Esche SKA Saint-Pétersbourg                          | 25, Vassili Kochetchkine Metallourg Magnitogorsk | 24, Michael Garnett HK MVD                       |
| MOY                  | 1,73, Petri Vehanen Ak Bars Kazan                               | 1,76, Aleksandr Ieriomenko Salavat Ioulaïev Oufa | 1,92, Ilia Proskouriakov Metallourg Magnitogorsk |
| ARR%                 | 93,5, Petri Vehanen Ak Bars Kazan                               | 93,1, Aleksandr Ieriomenko Salavat Ioulaïev Oufa | 92,7, Ilia Proskouriakov Metallourg Magnitogorsk |
| Blanchissages        | 8, Vassili Kochetchkine Metallourg Magnitogorsk, Lada Togliatti | 6, Gueorgui Guelachvili Lokomotiv Iaroslavl      | 6, Robert Esche SKA Saint-Pétersbourg            |
| -------------------- | --------------------------------------------------------------- | ------------------------------------------------ | ------------------------------------------------ |

## Coupe Gagarine
|  | Huitièmes de finale | Huitièmes de finale         | Huitièmes de finale |                         |                       | Quarts de finale      | Quarts de finale | Quarts de finale |  |   | Demi-finales          | Demi-finales | Demi-finales |  |   | Finale        | Finale | Finale |
|  |                     |                             |                     |                         |                       |                       |                  |                  |  |   |                       |              |              |  |   |               |        |        |
|  | 1                   | Salavat Ioulaïev Oufa       | 3                   |                         |                       |                       |                  |                  |  |   |                       |              |              |  |   |               |        |        |
|  | 8                   | Avtomobilist Iekaterinbourg | 1                   |                         |                       |                       |                  |                  |  |   |                       |              |              |  |   |               |        |        |
|  | 8                   | Avtomobilist Iekaterinbourg | 1                   |                         | 1                     | Salavat Ioulaïev Oufa | 4                |                  |  |   |                       |              |              |  |   |               |        |        |
|  |                     |                             |                     |                         | 1                     | Salavat Ioulaïev Oufa | 4                |                  |  |   |                       |              |              |  |   |               |        |        |
|  |                     |                             | 4                   | Neftekhimik Nijnekamsk  | 2                     |                       |                  |                  |  |   |                       |              |              |  |   |               |        |        |
|  | 4                   | Neftekhimik Nijnekamsk      | 4                   | Neftekhimik Nijnekamsk  | 2                     | 3                     |                  |                  |  |   |                       |              |              |  |   |               |        |        |
|  | 4                   | Neftekhimik Nijnekamsk      |                     |                         |                       | 3                     |                  |                  |  |   |                       |              |              |  |   |               |        |        |
|  | 5                   | Avangard Omsk               | 0                   |                         |                       |                       |                  |                  |  |   |                       |              |              |  |   |               |        |        |
|  | 5                   | Avangard Omsk               | 0                   |                         |                       |                       |                  |                  |  | 1 | Salavat Ioulaïev Oufa | 2            |              |  |   |               |        |        |
|  | Conférence Ouest    |                             |                     |                         |                       |                       |                  |                  |  | 1 | Salavat Ioulaïev Oufa | 2            |              |  |   |               |        |        |
|  |                     | 3                           | Ak Bars Kazan       | 4                       |                       |                       |                  |                  |  |   |                       |              |              |  |   |               |        |        |
|  | 3                   | 3                           | Ak Bars Kazan       | 4                       | Ak Bars Kazan         | 3                     |                  |                  |  |   |                       |              |              |  |   |               |        |        |
|  | 3                   |                             |                     |                         | Ak Bars Kazan         | 3                     |                  |                  |  |   |                       |              |              |  |   |               |        |        |
|  | 6                   | Barys Astana                | 0                   |                         |                       |                       |                  |                  |  |   |                       |              |              |  |   |               |        |        |
|  | 6                   | Barys Astana                | 0                   |                         | 3                     | Ak Bars Kazan         | 4                |                  |  |   |                       |              |              |  |   |               |        |        |
|  |                     |                             |                     |                         | 3                     | Ak Bars Kazan         | 4                |                  |  |   |                       |              |              |  |   |               |        |        |
|  |                     |                             | 2                   | Metallourg Magnitogorsk | 2                     |                       |                  |                  |  |   |                       |              |              |  |   |               |        |        |
|  | 2                   | Metallourg Magnitogorsk     | 2                   | Metallourg Magnitogorsk | 2                     | 3                     |                  |                  |  |   |                       |              |              |  |   |               |        |        |
|  | 2                   | Metallourg Magnitogorsk     |                     |                         |                       | 3                     |                  |                  |  |   |                       |              |              |  |   |               |        |        |
|  | 7                   | Traktor Tcheliabinsk        | 1                   |                         |                       |                       |                  |                  |  |   |                       |              |              |  |   |               |        |        |
|  | 7                   | Traktor Tcheliabinsk        | 1                   |                         |                       |                       |                  |                  |  |   |                       |              |              |  | 3 | Ak Bars Kazan | 4      |        |
|  |                     |                             |                     |                         |                       |                       |                  |                  |  |   |                       |              |              |  | 3 | Ak Bars Kazan | 4      |        |
|  |                     | 2                           | HK MVD              | 3                       |                       |                       |                  |                  |  |   |                       |              |              |  |   |               |        |        |
|  | 3                   | 2                           | HK MVD              | 3                       | HK Dinamo Moscou      | 1                     |                  |                  |  |   |                       |              |              |  |   |               |        |        |
|  | 3                   |                             |                     |                         | HK Dinamo Moscou      | 1                     |                  |                  |  |   |                       |              |              |  |   |               |        |        |
|  | 6                   | HK Spartak Moscou           | 3                   |                         |                       |                       |                  |                  |  |   |                       |              |              |  |   |               |        |        |
|  | 6                   | HK Spartak Moscou           | 3                   |                         | 6                     | Spartak Moscou        | 2                |                  |  |   |                       |              |              |  |   |               |        |        |
|  |                     |                             |                     |                         | 6                     | Spartak Moscou        | 2                |                  |  |   |                       |              |              |  |   |               |        |        |
|  |                     |                             | 5                   | Lokomotiv Iaroslavl     | 4                     |                       |                  |                  |  |   |                       |              |              |  |   |               |        |        |
|  | 4                   | Atlant Mytichtchi           | 5                   | Lokomotiv Iaroslavl     | 4                     | 1                     |                  |                  |  |   |                       |              |              |  |   |               |        |        |
|  | 4                   | Atlant Mytichtchi           |                     |                         |                       | 1                     |                  |                  |  |   |                       |              |              |  |   |               |        |        |
|  | 5                   | Lokomotiv Iaroslavl         | 3                   |                         |                       |                       |                  |                  |  |   |                       |              |              |  |   |               |        |        |
|  | 5                   | Lokomotiv Iaroslavl         | 3                   |                         |                       |                       |                  |                  |  | 5 | Lokomotiv Iaroslavl   | 3            |              |  |   |               |        |        |
|  | Conférence est      |                             |                     |                         |                       |                       |                  |                  |  | 5 | Lokomotiv Iaroslavl   | 3            |              |  |   |               |        |        |
|  |                     | 2                           | HK MVD              | 4                       |                       |                       |                  |                  |  |   |                       |              |              |  |   |               |        |        |
|  | 1                   | 2                           | HK MVD              | 4                       | SKA Saint-Pétersbourg | 1                     |                  |                  |  |   |                       |              |              |  |   |               |        |        |
|  | 1                   |                             |                     |                         | SKA Saint-Pétersbourg | 1                     |                  |                  |  |   |                       |              |              |  |   |               |        |        |
|  | 8                   | Dinamo Riga                 | 3                   |                         |                       |                       |                  |                  |  |   |                       |              |              |  |   |               |        |        |
|  | 8                   | Dinamo Riga                 | 3                   |                         | 8                     | Dinamo Riga           | 1                |                  |  |   |                       |              |              |  |   |               |        |        |
|  |                     |                             |                     |                         | 8                     | Dinamo Riga           | 1                |                  |  |   |                       |              |              |  |   |               |        |        |
|  |                     |                             | 2                   | HK MVD                  | 4                     |                       |                  |                  |  |   |                       |              |              |  |   |               |        |        |
|  | 2                   | HK MVD                      | 2                   | HK MVD                  | 4                     | 3                     |                  |                  |  |   |                       |              |              |  |   |               |        |        |
|  | 2                   | HK MVD                      |                     |                         |                       | 3                     |                  |                  |  |   |                       |              |              |  |   |               |        |        |
|  | 7                   | HK CSKA Moscou              | 0                   |                         |                       |                       |                  |                  |  |   |                       |              |              |  |   |               |        |        |

### Détail des scores
Huitièmes de finale
| date    | Équipe                      | Score | Équipe                      | Note                            |
| ------- | --------------------------- | ----- | --------------------------- | ------------------------------- |
| 11 mars | Salavat Ioulaïev Oufa       | 5-1   | Avtomobilist Iekaterinbourg |                                 |
| 12 mars | Salavat Ioulaïev Oufa       | 4-1   | Avtomobilist Iekaterinbourg |                                 |
| 14 mars | Avtomobilist Iekaterinbourg | 4-3   | Salavat Ioulaïev Oufa       | But vainqueur d'Alekseï Simakov |
| 15 mars | Avtomobilist Iekaterinbourg | 1-8   | Salavat Ioulaïev Oufa       |                                 |

| date    | Équipe                  | Score    | Équipe                  | Note                                                   |
| ------- | ----------------------- | -------- | ----------------------- | ------------------------------------------------------ |
| 11 mars | Metallourg Magnitogorsk | 5-2      | Traktor Tcheliabinsk    |                                                        |
| 12 mars | Metallourg Magnitogorsk | 3-1      | Traktor Tcheliabinsk    |                                                        |
| 14 mars | Traktor Tcheliabinsk    | 2-1 a.p. | Metallourg Magnitogorsk | But vainqueur de Pierre Dagenais                       |
| 15 mars | Traktor Tcheliabinsk    | 2-3 a.p. | Metallourg Magnitogorsk | But vainqueur de Denis Platonov (2 buts) à 76 min 18 s |

| date    | Équipe        | Score    | Équipe        | Note                                         |
| ------- | ------------- | -------- | ------------- | -------------------------------------------- |
| 11 mars | Ak Bars Kazan | 4-3 a.p. | Barys Astana  | But vainqueur de Niko Kapanen à 104 min 39 s |
| 12 mars | Ak Bars Kazan | 4-2      | Barys Astana  |                                              |
| 14 mars | Barys Astana  | 1-3      | Ak Bars Kazan |                                              |

| date    | Équipe                 | Score | Équipe                 | Note                                                       |
| ------- | ---------------------- | ----- | ---------------------- | ---------------------------------------------------------- |
| 11 mars | Neftekhimik Nijnekamsk | 2-0   | Avangard Omsk          | Blanchissage d'Ivan Kassoutine Doublé de Maksim Pestouchko |
| 12 mars | Neftekhimik Nijnekamsk | 6-2   | Avangard Omsk          |                                                            |
| 14 mars | Avangard Omsk          | 1-2   | Neftekhimik Nijnekamsk | But vainqueur de Maksim Iakoutsenia                        |

| date    | Équipe                | Score | Équipe                | Note                            |
| ------- | --------------------- | ----- | --------------------- | ------------------------------- |
| 10 mars | SKA Saint-Pétersbourg | 0-2   | Dinamo Riga           | Blanchissage d'Edgars Masalskis |
| 11 mars | SKA Saint-Pétersbourg | 1-3   | Dinamo Riga           |                                 |
| 13 mars | Dinamo Riga           | 2-4   | SKA Saint-Pétersbourg |                                 |
| 14 mars | Dinamo Riga           | 4-2   | SKA Saint-Pétersbourg |                                 |

| date    | Équipe         | Score | Équipe         | Note |
| ------- | -------------- | ----- | -------------- | ---- |
| 10 mars | HK MVD         | 3-1   | HK CSKA Moscou |      |
| 11 mars | HK MVD         | 4-2   | HK CSKA Moscou |      |
| 13 mars | HK CSKA Moscou | 2-5   | HK MVD         |      |

| date    | Équipe            | Score    | Équipe            | Note                            |
| ------- | ----------------- | -------- | ----------------- | ------------------------------- |
| 10 mars | HK Dinamo Moscou  | 3-4 a.p. | HK Spartak Moscou | But vainqueur de Kirill Kniazev |
| 11 mars | HK Dinamo Moscou  | 0-1      | HK Spartak Moscou | Blanchissage de Dmitri Kotchnev |
| 13 mars | HK Spartak Moscou | 1-3      | HK Dinamo Moscou  |                                 |
| 14 mars | HK Spartak Moscou | 4-0      | HK Dinamo Moscou  | Blanchissage de Dmitri Kotchnev |

| date    | Équipe              | Score    | Équipe              | Note                                          |
| ------- | ------------------- | -------- | ------------------- | --------------------------------------------- |
| 10 mars | Atlant Mytichtchi   | 1-2      | Lokomotiv Iaroslavl | But vainqueur de Zbyněk Irgl                  |
| 11 mars | Atlant Mytichtchi   | 4-3 a.p. | Lokomotiv Iaroslavl | But vainqueur de Vadim Khomitski              |
| 13 mars | Lokomotiv Iaroslavl | 4-3      | Atlant Mytichtchi   | But vainqueur de Guennadi Tchourilov          |
| 14 mars | Lokomotiv Iaroslavl | 2-1 a.p. | Atlant Mytichtchi   | But vainqueur d'Alekseï Mikhnov à 89 min 7 s. |

Quarts de finale
| date    | Équipe      | Score    | Équipe      | Note                                                   |
| ------- | ----------- | -------- | ----------- | ------------------------------------------------------ |
| 19 mars | HK MVD      | 4-1      | Dinamo Riga |                                                        |
| 20 mars | HK MVD      | 2-0      | Dinamo Riga | Blanchissage de Michael Garnett                        |
| 22 mars | Dinamo Riga | 3-1      | HK MVD      |                                                        |
| 23 mars | Dinamo Riga | 4-5 a.p. | HK MVD      | But victorieux de Ievgueni Fiodorov (en) à 82 min 33 s |
| 25 mars | HK MVD      | 3-2 a.p. | Dinamo Riga | But victorieux d'Aliakseï Ouharaw à 83 min 38 s        |

| date    | Équipe              | Score    | Équipe              | Note                                                                      |
| ------- | ------------------- | -------- | ------------------- | ------------------------------------------------------------------------- |
| 19 mars | Lokomotiv Iaroslavl | 5-1      | Spartak Moscou      | Doublés de Konstantin Roudenko et Aleksandr Galimov                       |
| 20 mars | Lokomotiv Iaroslavl | 2-3 a.p. | Spartak Moscou      | But vainqueur de Štefan Ružička à 77 min 34 s.                            |
| 22 mars | Spartak Moscou      | 3-2      | Lokomotiv Iaroslavl |                                                                           |
| 23 mars | Spartak Moscou      | 3-4 a.p. | Lokomotiv Iaroslavl | But victorieux de Josef Vašíček à 67 min 33 s.                            |
| 25 mars | Lokomotiv Iaroslavl | 2-1      | Spartak Moscou      | But victorieux d'Aleksandr Gouskov                                        |
| 27 mars | Spartak Moscou      | 1-8      | Lokomotiv Iaroslavl | Doublés d'Alekseï Mikhnov (5 points), Richard Zedník et Aleksandr Gouskov |

| date    | Équipe                 | Score    | Équipe                 | Note                                                                 |
| ------- | ---------------------- | -------- | ---------------------- | -------------------------------------------------------------------- |
| 20 mars | Salavat Ioulaïev Oufa  | 6-2      | Neftekhimik Nijnekamsk | But victorieux de Vladimir Antipov                                   |
| 21 mars | Salavat Ioulaïev Oufa  | 1-2 a.p. | Neftekhimik Nijnekamsk | But victorieux de Maksim Iakoutsenia à 80 min 19 s.                  |
| 23 mars | Neftekhimik Nijnekamsk | 1-0      | Salavat Ioulaïev Oufa  | Blanchissage d'Ivan Kassoutine But vainqueur d'Andreï Ivanov         |
| 24 mars | Neftekhimik Nijnekamsk | 0-1      | Salavat Ioulaïev Oufa  | But victorieux d'Igor Grigorenko Blanchissage d'Aleksandr Ieriomenko |
| 26 mars | Salavat Ioulaïev Oufa  | 2-1 a.p. | Neftekhimik Nijnekamsk | But victorieux de Mika Hannula à 69 min 19 s.                        |
| 28 mars | Neftekhimik Nijnekamsk | 1-2      | Salavat Ioulaïev Oufa  | Doublé d'Aleksandr Perejoguine                                       |

| date    | Équipe                  | Score    | Équipe                  | Note                                                                                |
| ------- | ----------------------- | -------- | ----------------------- | ----------------------------------------------------------------------------------- |
| 20 mars | Metallourg Magnitogorsk | 0-4      | Ak Bars Kazan           | Triplé d'Alekseï Morozov Blanchissage de Petri Vehanen                              |
| 21 mars | Metallourg Magnitogorsk | 2-3      | Ak Bars Kazan           | But victorieux d'Alekseï Morozov à 58 min 12 s                                      |
| 23 mars | Ak Bars Kazan           | 0-1 a.p. | Metallourg Magnitogorsk | But victorieux de Petri Kontiola à 79 min 55 s Blanchissage de Vassili Kochetchkine |
| 24 mars | Ak Bars Kazan           | 1-2      | Metallourg Magnitogorsk | Doublé de Jan Marek                                                                 |
| 26 mars | Metallourg Magnitogorsk | 1-3      | Ak Bars Kazan           | Doublé de Roman Kukumberg                                                           |
| 28 mars | Ak Bars Kazan           | 3-1      | Metallourg Magnitogorsk | Doublé d'Alekseï Badioukov                                                          |

Demi-finales
| date      | Équipe              | Score    | Équipe              | Note                                                                    |
| --------- | ------------------- | -------- | ------------------- | ----------------------------------------------------------------------- |
| 1er avril | HK MVD              | 3-2 a.p. | Lokomotiv Iaroslavl | But victorieux d'Alekseï Tsvetkov à 68 min 8 s sur un tir de pénalité.  |
| 2 avril   | HK MVD              | 1-2 a.p. | Lokomotiv Iaroslavl | But victorieux de Konstantin Roudenko à 79 min 32 s.                    |
| 4 avril   | Lokomotiv Iaroslavl | 4-6      | HK MVD              | But victorieux de Matt Ellison                                          |
| 5 avril   | Lokomotiv Iaroslavl | 6-1      | HK MVD              | But victorieux d'Aleksandr Galimov                                      |
| 7 avril   | HK MVD              | 0-4      | Lokomotiv Iaroslavl | Blanchissage de Gueorgui Guelachvili But victorieux d'Aleksandr Galimov |
| 9 avril   | Lokomotiv Iaroslavl | 1-3      | HK MVD              | But victorieux de Maksim Soloviev                                       |
| 11 avril  | HK MVD              | 2-1      | Lokomotiv Iaroslavl | But victorieux de Denis Kokarev                                         |

| date     | Équipe                | Score    | Équipe                | Note                                              |
| -------- | --------------------- | -------- | --------------------- | ------------------------------------------------- |
| 2 avril  | Salavat Ioulaïev Oufa | 3-4      | Ak Bars Kazan         | But victorieux d'Alekseï Terechtchenko            |
| 3 avril  | Salavat Ioulaïev Oufa | 1-2 a.p. | Ak Bars Kazan         | But victorieux d'Hannes Hyvönen à 64 min 23 s.    |
| 5 avril  | Ak Bars Kazan         | 3-2 a.p. | Salavat Ioulaïev Oufa | But victorieux de Nikita Alekseïev à 68 min 51 s. |
| 6 avril  | Ak Bars Kazan         | 2-4      | Salavat Ioulaïev Oufa | But victorieux d'Igor Grigorenko                  |
| 8 avril  | Salavat Ioulaïev Oufa | 2-1      | Ak Bars Kazan         | But victorieux d'Aleksandr Radoulov               |
| 10 avril | Ak Bars Kazan         | 2-1      | Salavat Ioulaïev Oufa | But victorieux d'Ilia Nikouline                   |

Finale
| date     | Équipe        | Score | Équipe        | Note                                                            |
| -------- | ------------- | ----- | ------------- | --------------------------------------------------------------- |
| 15 avril | HK MVD        | 2-3   | Ak Bars Kazan | But victorieux de Dmitri Oboukhov                               |
| 16 avril | HK MVD        | 1-4   | Ak Bars Kazan | But victorieux de Dmitri Oboukhov                               |
| 19 avril | Ak Bars Kazan | 2-3   | HK MVD        | But victorieux d'Alekseï Tertychny                              |
| 20 avril | Ak Bars Kazan | 1-2   | HK MVD        | But victorieux de Iouri Dobrychkine                             |
| 23 avril | HK MVD        | 3-2   | Ak Bars Kazan | But victorieux de Roman Derliouk                                |
| 25 avril | Ak Bars Kazan | 7-1   | HK MVD        | Cinq points (dont un but) d'Alekseï Iemeline                    |
| 27 avril | HK MVD        | 0-2   | Ak Bars Kazan | But vainqueur de Nikita Alekseïev Blanchissage de Petri Vehanen |

### Meilleurs pointeurs
Nota : PJ = parties jouées, B = buts, A = assistances, Pts = points, Pun = minutes de pénalité

| Joueur              | Équipe                | PJ | B | A  | Pts | Pun |
| ------------------- | --------------------- | -- | - | -- | --- | --- |
| Aleksandr Radoulov  | Salavat Ioulaïev Oufa | 16 | 8 | 11 | 19  | 10  |
| Niko Kapanen        | Ak Bars Kazan         | 22 | 8 | 9  | 17  | 4   |
| Alekseï Tsvetkov    | HK MVD                | 22 | 5 | 11 | 16  | 14  |
| Aleksandr Galimov   | Lokomotiv Iaroslavl   | 16 | 8 | 6  | 14  | 33  |
| Patrick Thoresen    | Salavat Ioulaïev Oufa | 15 | 5 | 9  | 14  | 37  |
| Guennadi Tchourilov | Lokomotiv Iaroslavl   | 17 | 4 | 10 | 14  | 41  |
| Jarkko Immonen      | Ak Bars Kazan         | 22 | 4 | 10 | 14  | 8   |
| Aliakseï Ouharaw    | HK MVD                | 22 | 9 | 4  | 13  | 8   |
| Alekseï Mikhnov     | Lokomotiv Iaroslavl   | 17 | 7 | 6  | 13  | 10  |
| Josef Vašíček       | Lokomotiv Iaroslavl   | 17 | 6 | 7  | 13  | 26  |

### Meilleurs gardiens de but
Nota :  PJ = parties jouées, MIN = temps de jeu (minutes), V= victoires, D = défaites, TFJ = fusillades jouées, BC = buts contre, BL = blanchissages, ARR% = pourcentage d'efficacité, MOY= moyenne de buts alloués
| Joueur               | Équipe                 | PJ | V  | D | ARR% | MOY  | MIN     | BC | BL |
| -------------------- | ---------------------- | -- | -- | - | ---- | ---- | ------- | -- | -- |
| Ivan Kassoutine      | Neftekhimik Nijnekamsk | 9  | 5  | 4 | 95,4 | 1,36 | 528:58  | 12 | 2  |
| Petri Vehanen        | Ak Bars Kazan          | 22 | 15 | 7 | 93,7 | 1,60 | 1388:40 | 37 | 2  |
| Edgars Masaļskis     | Dinamo Riga            | 6  | 3  | 2 | 93,4 | 1,93 | 373:30  | 12 | 1  |
| Aleksandr Ieriomenko | Salavat Ioulaïev Oufa  | 12 | 8  | 4 | 93,4 | 1,65 | 725:34  | 20 | 1  |
| Gueorgui Guelachvili | Lokomotiv Iaroslavl    | 17 | 10 | 6 | 93,3 | 1,89 | 1050:73 | 33 | 1  |

### Meneurs
| Paramètre évalué     | Vainqueur                                     | Second                                      | Troisième                                        |
| Buts                 | 9, Aliakseï Ouharaw HK MVD                    | 8, Aleksandr Radoulov Salavat Ioulaïev Oufa | 8, Aleksandr Galimov Lokomotiv Iaroslavl         |
| Assistances          | 11, Aleksandr Radoulov Salavat Ioulaïev Oufa  | 11, Alekseï Tsvetkov HK MVD                 | 10, Guennadi Tchourilov Lokomotiv Iaroslavl      |
| + / -                | 15, Josef Vašíček Lokomotiv Iaroslavl         | 12, Zbyněk Irgl Lokomotiv Iaroslavl         | 11, Aleksandr Gouskov Lokomotiv Iaroslavl        |
| Pénalités            | 58, Dmitri Kalinine Salavat Ioulaïev Oufa     | 41, Guennadi Tchourilov Lokomotiv Iaroslavl | 38, Andreï Moukhatchiov Ak Bars Kazan            |
| Victoires (gardiens) | 15, Petri Vehanen Ak Bars Kazan               | 14, Michael Garnett HK MVD                  | 10, Gueorgui Guelachvili Lokomotiv Iaroslavl     |
| MOY                  | 1,36 Ivan Kassoutine Neftekhimik Nijnekamsk   | 1,60 Petri Vehanen Ak Bars Kazan            | 1,65, Aleksandr Ieriomenko Salavat Ioulaïev Oufa |
| ARR%                 | 95,4 % Ivan Kassoutine Neftekhimik Nijnekamsk | 93,7 %, Petri Vehanen Ak Bars Kazan         | 93,4 %, Edgars Masaļskis Dinamo Riga             |
| Blanchissages        | 2, Ivan Kassoutine Neftekhimik Nijnekamsk     | 2, Dimitrij Kotschnew HK Spartak Moscou     | 2, Petri Vehanen Ak Bars Kazan                   |
| -------------------- | --------------------------------------------- | ------------------------------------------- | ------------------------------------------------ |

### Classement final
| Pos.               | Équipe                      |
| ------------------ | --------------------------- |
| Médaille d'or      | Ak Bars Kazan               |
| Médaille d'argent  | HK MVD                      |
| Médaille de bronze | Salavat Ioulaïev Oufa       |
| 4.                 | Lokomotiv Iaroslavl         |
| 5                  | Metallourg Magnitogorsk     |
| 6                  | Neftekhimik Nijnekamsk      |
| 7                  | HK Spartak Moscou           |
| 8                  | Dinamo Riga                 |
| 9                  | SKA Saint-Pétersbourg       |
| 10                 | HK Dinamo Moscou            |
| 11                 | Atlant Mytichtchi           |
| 12                 | Avangard Omsk               |
| 13                 | HK CSKA Moscou              |
| 14                 | Barys Astana                |
| 15                 | Traktor Tcheliabinsk        |
| 16                 | Avtomobilist Iekaterinbourg |
| 17                 | Torpedo Nijni Novgorod      |
| 18                 | Severstal Tcherepovets      |
| 19                 | Dinamo Minsk                |
| 20                 | Sibir Novossibirsk          |
| 21                 | Amour Khabarovsk            |
| 22                 | Lada Togliatti              |
| 23                 | Vitiaz Tchekhov             |
| 24                 | Metallourg Novokouznetsk    |

## Vainqueurs de la Coupe Gagarine
| Vainqueurs Coupe Gagarine, Conférence est Ak Bars Kazan | Gardiens : Stanislav Galimov, Petri Vehanen Défenseurs : Viatcheslav Bouravtchikov, Igor Chtchadilov, Alekseï Iemeline, Ievgueni Medvedev, Andreï Moukhatchiov, Ilia Nikouline, Grigori Panine, Andreï Pervychine, Stepan Zakhartchouk Attaquants : Nikita Alekseïev, Jarkko Immonen, Alekseï Badioukov, Ievgueni Bodrov, Hannes Hyvönen, Niko Kapanen, Dmitri Kazionov, Roman Kukumberg, Alekseï Terechtchenko, Alekseï Morozov, Dmitri Oboukhov, Danis Zaripov, Janne Pesonen, Kirill Petrov, Aleksandr Stepanov Entraîneur : Zinetoula Bilialetdinov |

## Vainqueurs de la Conférence Ouest
| Finaliste Coupe Gagarine, Vainqueurs de la Conférence Ouest HK MVD | Gardiens : Michael Garnett, Alekseï Volkov Défenseurs : Aleksandr Boïkov, Roman Derliouk, Filip Novák, Andreï Skopintsev, Maksim Soloviov, Martin Štrbák, Pavel Trakhanov, Maksim Velikov Attaquants : Iouri Babenko, Aleksandr Chibaïev, Iouri Dobrychkine, Matt Ellison, Ievgueni Fiodorov (en), Vladimir Gorbounov, Denis Kokarev, Alekseï Koudachov, Denis Mossaliov, Aliakseï Ouharaw, Guennadi Stoliarov, Alekseï Tertychny, Alekseï Tsvetkov, Konstantin Volkov, Pavel Vorobiov, Rouslan Zaïnoulline Entraîneur : Oļegs Znaroks |

## Trophées
| Trophée                                       | Récipiendaire |
| --------------------------------------------- | --- |
| Meilleur pointeur                             | Sergueï Moziakine (Atlant), 66 points. |
| Meilleur pointeur chez les défenseurs         | Sergueï Zoubov (SKA), 42 points. |
| Meilleur buteur                               | Marcel Hossa (Riga), 35 buts. |
| Meilleur différentiel plus-moins              | Patrick Thoresen (Salavat Ioulaïev), +44. |
| Meilleur entraîneur                           | Oļegs Znaroks. |
| Prix Valentin Sytch du meilleur dirigeant     | Mikhaïl Tiourkhine (MVD). |
| Joueurs avec le meilleur esprit sportif       | Rouslan Khassanchine (Amour), Sergueï Joukov (Lokomotiv). |
| Buteur le plus rapide                         | Jiří Hudler (HK Dinamo Moscou), 12 secondes. |
| Buteur le plus tardif                         | Niko Kapanen (Ak Bars), 104 minutes et 44 secondes. |
| Trophée Ironman (plus de matchs en trois ans) | Guennadi Tchourilov (Lokomotiv), 221 matchs. |
| Meilleur gardien (sur vote des entraîneurs)   | Petri Vehanen (Ak Bars). |
| Meilleur joueur des séries éliminatoires      | Ilia Nikouline (Ak Bars). |
| Meilleur joueur (crosse d'or)                 | Aleksandr Radoulov (Salavat Ioulaïev). |
| Meilleur ligne (la plus prolifique en points) | Petr Čajánek - Alekseï Iachine - Maksim Souchinski (SKA). |
| Équipe type (casque d'or)                     | Michael Garnett (MVD) - Sergueï Zoubov (SKA) - Dmitri Kalinine (Salavat Ioulaïev) - Aleksandr Radoulov (Salavat Ioulaïev) - Marcel Hossa (Riga) - Sergueï Moziakine (Atlant). |
| Trophée Tcherepanov (du meilleur espoir)      | Anatoli Nikontsev (Avtomobilist). |
| Meilleur vétéran                              | Aleksandr Korechkov (Barys). |
| Meilleur arbitre                              | Viatcheslav Boulanov. |
| Meilleur journaliste                          | Iouri Golychak (Sport-Express). |
| Meilleurs commentateurs                       | Sergueï Guimaïev et Roman Skvortsov de la chaîne Russie-2. |
| Meilleure chaîne de TV                        | LTV7 (Riga). |

## Meilleurs joueurs
Chaque mois, les analystes de la KHL élisent les joueurs les plus méritants.
Un joueur est considéré débutant s'il est né après le 1er janvier 1987 et s'il a disputé moins de vingt matchs au plus haut niveau russe avant cette saison.
| Mois                | Gardien                                      | Défenseur                               | Attaquant                                  | Débutant                                   |
| ------------------- | -------------------------------------------- | --------------------------------------- | ------------------------------------------ | ------------------------------------------ |
| Septembre           | Ilia Proskouriakov (Metallourg Magnitogorsk) | Konstantin Korneïev (CSKA Moscou)       | Kirill Kniazev (Spartak Moscou)            | Sergueï Belokon (Vitiaz Tchekhov)          |
| Octobre             | Karri Rämö (Avangard Omsk)                   | Dmitri Kalinine (Salavat Ioulaïev Oufa) | Mattias Weinhandl (Dinamo Moscou)          | Linus Omark (Dinamo Moscou)                |
| Novembre            | Gueorgui Guelachvili (Lokomotiv Iaroslavl)   | Sergueï Zoubov (SKA Saint-Pétersbourg)  | Maksim Souchinski (SKA Saint-Pétersbourg)  | Nikita Filatov (CSKA Moscou)               |
| Décembre            | Vitali Ieremeïev (Dinamo Moscou)             | Dmitri Bykov (Atlant Mytichtchi)        | Sergueï Moziakine (Atlant Mytichtchi)      | Nikolaï Belov (Neftekhimik Nijnekamsk)     |
| Janvier             | Robert Esche (SKA Saint-Pétersbourg)         | Sergueï Zoubov (SKA Saint-Pétersbourg)  | Geoff Platt (Dinamo Minsk)                 | Aleksandr Komaristy (Vitiaz Tchekhov)      |
| Huitièmes de finale | Dmitri Kotchnev (Spartak Moscou)             | Miroslav Blaťák (Salavat Ioulaïev Oufa) | Martin Kariya (Dinamo Riga)                | Konstantin Plaksine (Traktor Tcheliabinsk) |
| Quarts de finale    | Ivan Kassoutine (Neftekhimik Nijnekamsk)     | Dmitri Kalinine (Salavat Ioulaïev Oufa) | Alekseï Mikhnov (Lokomotiv Iaroslavl)      | Maksim Berezine (Neftekhimik Nijnekamsk)   |
| Mars                | Ivan Kassoutine (Neftekhimik Nijnekamsk)     | Aleksandr Gouskov (Lokomotiv Iaroslavl) | Aleksandr Radoulov (Salavat Ioulaïev Oufa) | Konstantin Plaksine (Traktor Tcheliabinsk) |
| Demi-finales        | Petri Vehanen (Ak Bars Kazan)                | Ilia Nikouline (Ak Bars Kazan)          | Alekseï Tsvetkov (HK MVD)                  | -                                          |
| Finale              | Petri Vehanen (Ak Bars Kazan)                | Alekseï Iemeline (Ak Bars Kazan)        | Dmitri Oboukhov (Ak Bars Kazan)            | -                                          |
| Avril               | Petri Vehanen (Ak Bars Kazan)                | Ilia Nikouline (Ak Bars Kazan)          | Alekseï Tsvetkov (HK MVD)                  | -                                          |

## Match des étoiles
Le deuxième Match des étoiles de la KHL s'est déroulé le 30 janvier 2010 à Minsk en Biélorussie. Il oppose la sélection Iachine composée de joueurs russes et biélorusses à la sélection Jágr composés des joueurs étrangers. La sélection Jágr s'impose 11-8.

## Joueurs par nation
Pourcentage de joueurs par nation.
| Pays                   | Joueurs              | % de non-russe | % total                   |
| ---------------------- | -------------------- | -------------- | ------------------------- |
| Russie (21 équipes)    | 529                  | /              | 73,6 %                    |
| Kazakhstan (1 équipe)  | 30                   | 15,8 %         | 4,1 %                     |
| Biélorussie (1 équipe) | 26                   | 13,7 %         | 3,6 %                     |
| République tchèque     | 25                   | 13,2 %         | 3,4 %                     |
| Canada                 | 25                   | 13,2 %         | 3,4 %                     |
| Lettonie (1 équipe)    | 24                   | 12,7 %         | 3,3 %                     |
| Slovaquie              | 20                   | 10,6 %         | 2,7 %                     |
| Finlande               | 11                   | 5,8 %          | 1,5 %                     |
| Suède                  | 9                    | 4,7 %          | 1,2 %                     |
| Ukraine                | 8                    | 4,2 %          | 1,1 %                     |
| États-Unis             | 6                    | 3,1 %          | 0,9 %                     |
| Allemagne              | 2                    | 1,1 %          | 0,2 %                     |
| Norvège                | 1                    | 0,5 %          | 0,1 %                     |
| Autriche               | 1                    | 0,5 %          | 0,1 %                     |
| Suisse                 | 1                    | 0,5 %          | 0,1 %                     |
| TOTAL                  | 718 (189 non-Russes) | 100 %          | 100 % (26,4 % non-Russes) |

## MHL
La Molodiojnaïa Hokkeïnaïa Liga (désignée par le sigle MHL) est le championnat des équipes juniors de la KHL.

## Vyschaïa Liga
La Vyschaïa Liga est la seconde division du championnat de Russie. Le Iougra Khanty-Mansiïsk bat en finale des séries éliminatoires le Toros Neftekamsk 3 victoires à 1 et remporte la Coupe Bratine.